# Brandschutzklappe
Die Brandschutzklappe ist ein Bauteil zum Einbau in Lüftungsleitungen innerhalb von Wänden und Decken bzw. entfernt von Wänden (mit Brandschutzverkleidung). Sie ist eine automatische Absperrvorrichtung zur Verhinderung der Übertragung von Feuer und Rauch durch den beidseitig an der Klappe angeschlossenen Lüftungskanal einer Lüftungsanlage.

## Verwendung
Eine Brandschutzklappe ist ein sicherheitstechnisches Bauteil. Brandschutzklappen werden aus Gründen des Brandschutzes zwischen Brandabschnitten in Wände und Decken eingebaut. Im Normalbetrieb ist die Brandschutzklappe geöffnet, um den Luftdurchlass zu ermöglichen. Sie schließt im Brandfall automatisch und verhindert somit die Ausbreitung von Feuer und Rauch. Brandschutzklappen werden aufgrund von durchgeführten Feuerschutzprüfungen (EN 1366-2) in Übereinstimmung mit der EN 13501-3 klassifiziert. In Deutschland war bis zum 31. Juli 2015 eine Zulassung durch das Deutsche Institut für Bautechnik (DIBt) notwendig. Ab dem 1. August 2015 reicht entsprechend den EU-Vorgaben die CE-Kennzeichnung. Der Einsatz ist in den Bundesländern durch die baurechtliche Einführung von Lüftungsanlagenrichtlinien (LüAR) geregelt.

## Bauformen
Brandschutzklappen sind in den Bauformen rund und eckig erhältlich.
Runde Brandschutzklappen werden in vereinheitlichten Abmessungen durch die Hersteller angeboten.
Eckige Brandschutzklappen können im Rahmen der jeweiligen Zulassung in beliebigen Abmessungen bezogen werden. Die erhältlichen Baulängen sind jedoch jeweils festgelegt.

## Funktion
Brandschutzklappen können unterschiedlich betätigt werden:
- Die klassische Brandschutzklappe schließt federbetrieben über Schmelzlot (Auslösung bei ca. 72 °C).
- Es sind auch motorisch betriebene Brandschutzklappen und Klappen mit Halte- oder Impulsmagneten und pneumatisch betätigte Klappen erhältlich.

In der Regel wird an die Brandschutzklappe ein Schalter als Rückmeldung bei Auslösung angebaut. Stellmotoren haben in der Regel zwei Schaltkontakte, mit denen die Auf- und Zustellung überwacht werden können. Die Rückmeldung dient zur Information, welche Brandschutzklappe ausgelöst hat und schaltet je nach Konzept auch die Lüftungsanlage ab.
Bei sogenannten Entrauchungsklappen werden die Auf- und Zustellung durch einen Klappenstellmotor je nach Entrauchungskonzept angefahren.

## Ergänzende Sicherheitsmaßnahmen
- Zur Verhinderung von Kaltrauchübertragung ist die Auslösung über das Schmelzlot (72 °C) nicht ausreichend. Vorzugsweise sind zur Auslösung dann zusätzliche Rauchmelder der motorisierten Brandschutzklappe aufzuschalten.

- Bei Einbau der Klappen muss sichergestellt werden, dass Inspektionen und Wartungen von außen und innen möglich sind. Dies erfolgt in der Regel durch Revisionsluken in der Brandschutzklappe.

- Brandschutzklappen müssen in regelmäßigen Abständen durch eine befähigte Person überprüft werden.
- Motorisch betriebene Brandschutzklappen müssen immer so ausgeführt werden, dass sie „Stromlos zu“ sind. Diese Maßnahme stellt sicher, dass die Brandschutzklappe schließt, wenn (durch den Brand) die Stromversorgung zur Klappe unterbrochen wird.

## Bilder

Brandschutzklappen
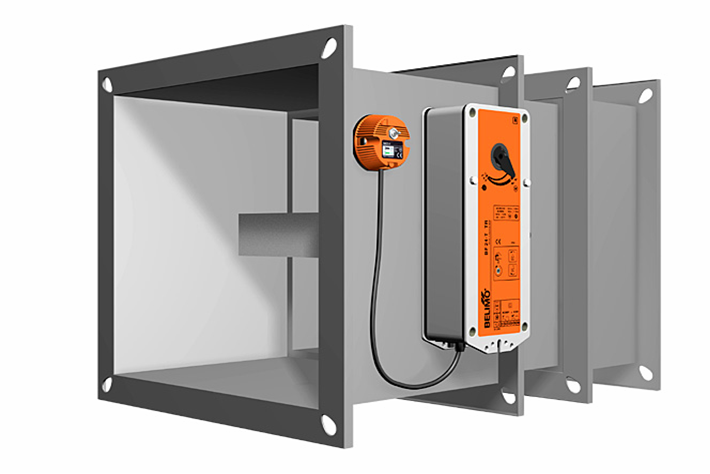
Eckige, motorisierte Brandschutzklappe
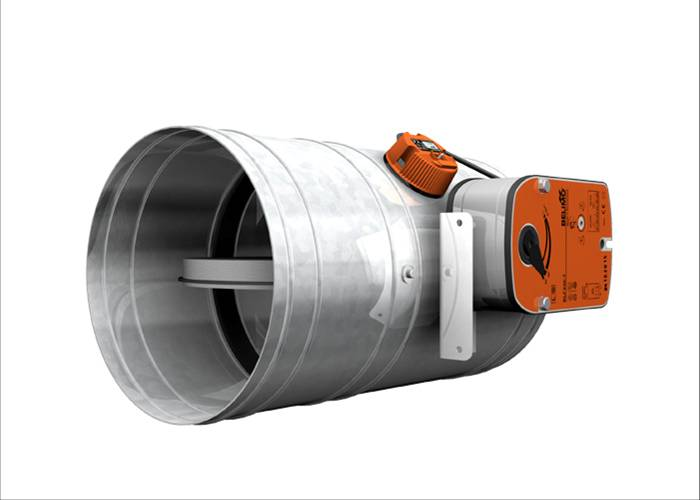
Runde, motorisierte Brandschutzklappe
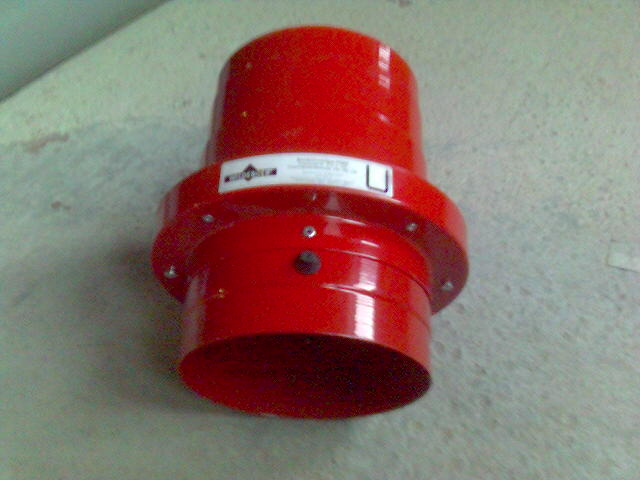
Brandschutzklappe für die Rohrmontage
Innenleben einer Brandschutzklappe für die Rohrmontage. Auslöser dieser Klappe ist ein Schmelzlot.
Innenleben einer Brandschutzklappe für die Rohrmontage. Diese Klappe wird über einen Motor auf- und zugefahren.
Brandschutzklappe für die Rohrmontage mit einem Stellmotor.
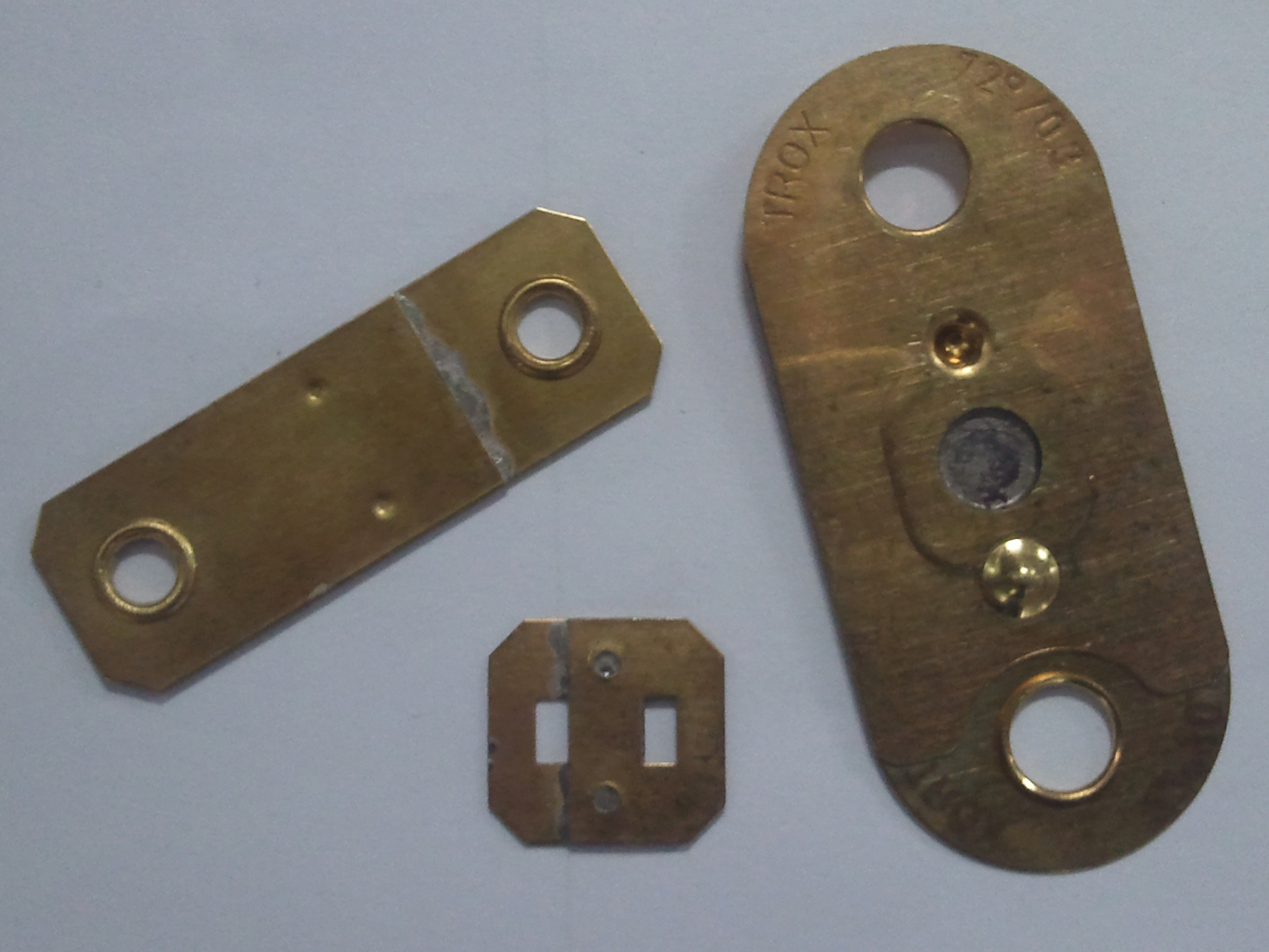
Verschiedene Schmelzlote zur Auslösung motorloser Brandschutzklappen
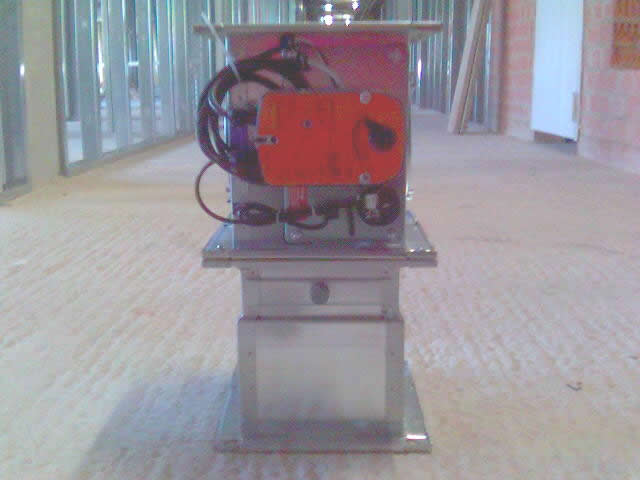
Brandschutzklappe für die Kanalmontage
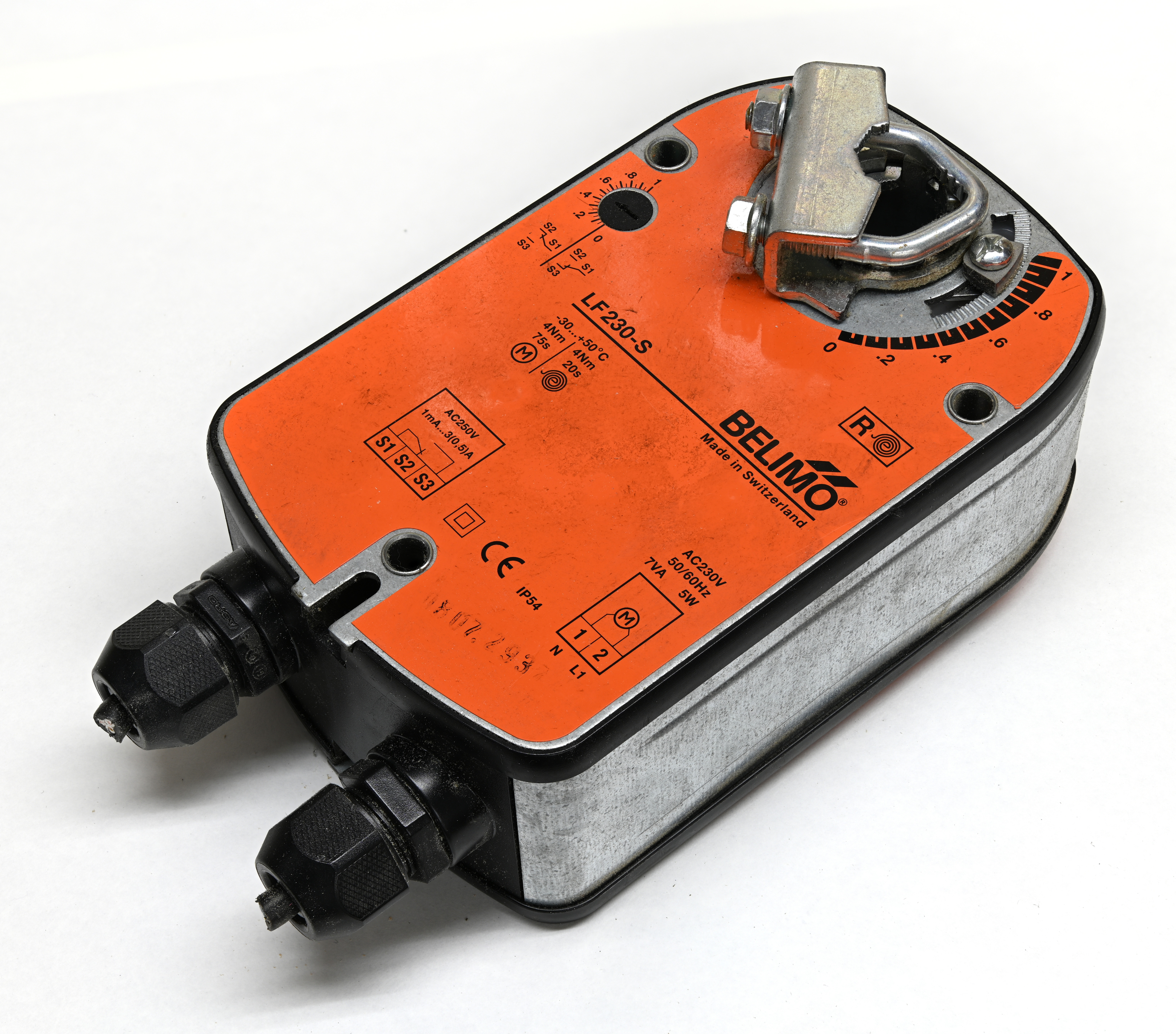
Stellmotor einer motorbetriebenen Brandschutzklappe
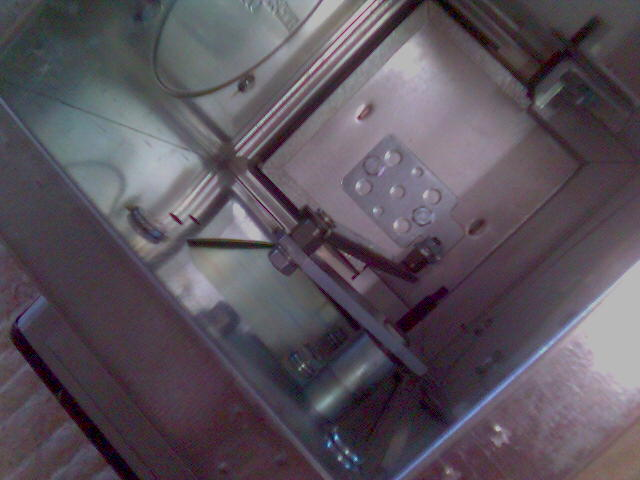
Innenleben einer Brandschutzklappe für die Kanalmontage
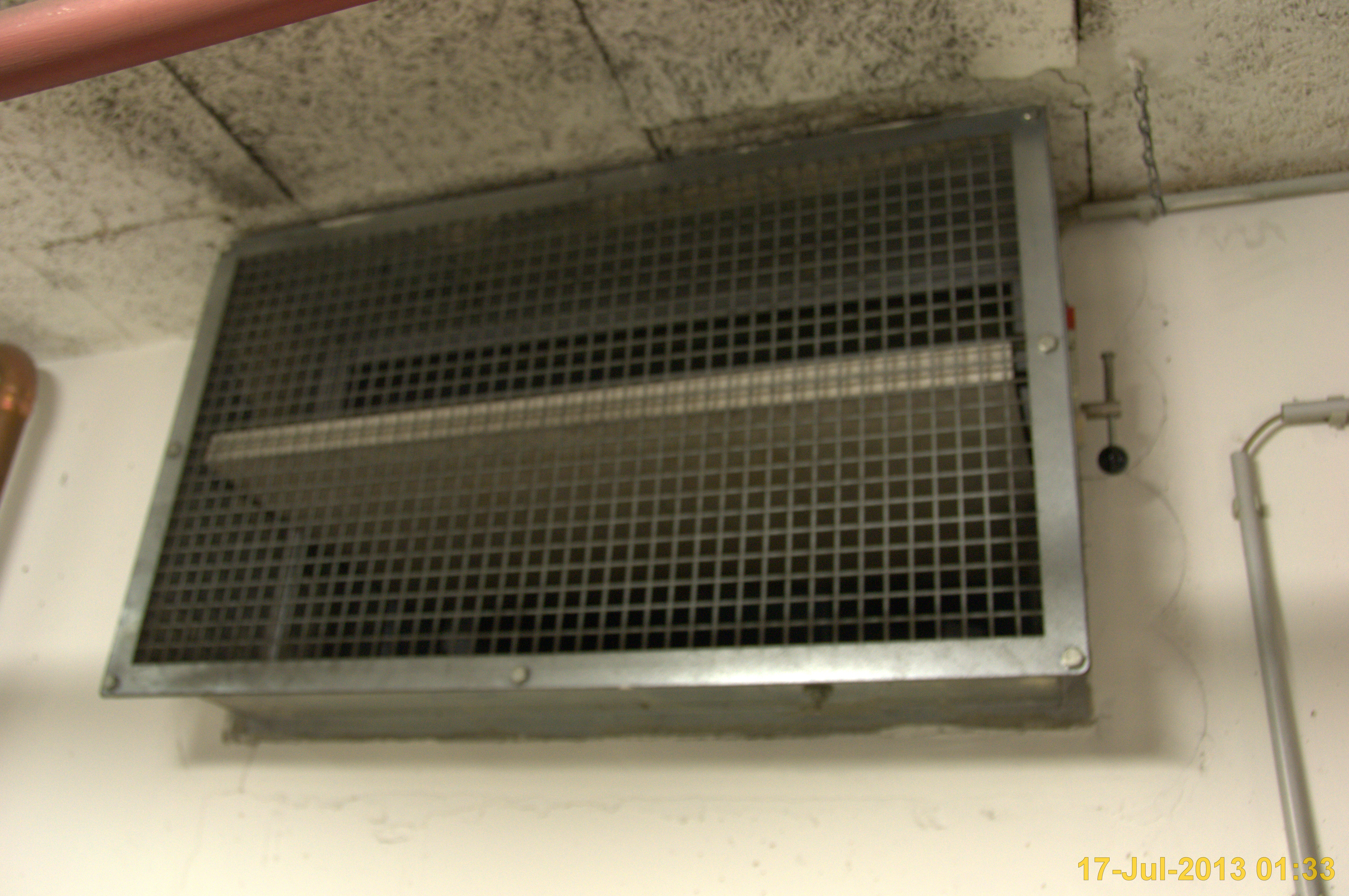
Brandschutzklappe mit drehbar gelagerter Brandschutzplatte, die die Ausströmöffnung bei Auslösung verschließt